# Josef Zoubek
Josef Zoubek (* 1914) byl československý fotbalista, útočník.

## Fotbalová kariéra
Hrál za Viktorii Plzeň, SK Plzeň, SK Olomouc ASO, SK Pardubice a Čechii Karlín. V lize odehrál 96 utkání a dal 41 gólů. Vítěz Českého poháru v roce 1940 ( SK Olomouc ASO).